# رادوسلاف رانتشيك
رادوسلاف رانتشيك (بالسلوفاكية: Radoslav Rančík)‏ مواليد 6 أكتوبر 1979 في كوشيتسه، هو لاعب كرة سلة سلوفاكي. بدأ مسيرته الاحترافية في سنة 2002. يلعب مع إنتر براتيسلافا. يحمل الرقم 31.

## المسيرة الاحترافية
لعب مع ليموج سي إس بي في الدوري الفرنسي في سنة 2003، ثم لعب مع نادي نيمبورك لكرة السلة من سنة 2005 إلى 2008، ثم لعب مع تريفيزو لكرة السلة في الدوري الإيطالي في موسم 2008–2009، ثم لعب مع غلطة سراي لكرة السلة في الدوري التركي من سنة 2009 إلى 2011، ثم لعب مع نادي أزوفماش لكرة السلة في موسم 2011–2012، ثم لعب مع نادي إنتر براتيسلافا لكرة السلة في سنة 2012.

## روابط خارجية
- رادوسلاف رانتشيك على موقع الاتحاد الدولي لكرة السلة (الإنجليزية)
- رادوسلاف رانتشيك على موقع الدوري الأوروبي لكرة السلة (الإنجليزية)
- رادوسلاف رانتشيك على موقع كرة السلة الأوروبية.كوم (الإنجليزية)
- رادوسلاف رانتشيك على موقع ريلجم (الإنجليزية)
- رادوسلاف رانتشيك على موقع بروبوليرز (الإنجليزية)
- رادوسلاف رانتشيك على موقع سبورتس رفرنس (الإنجليزية)